# Europas vattenvägar

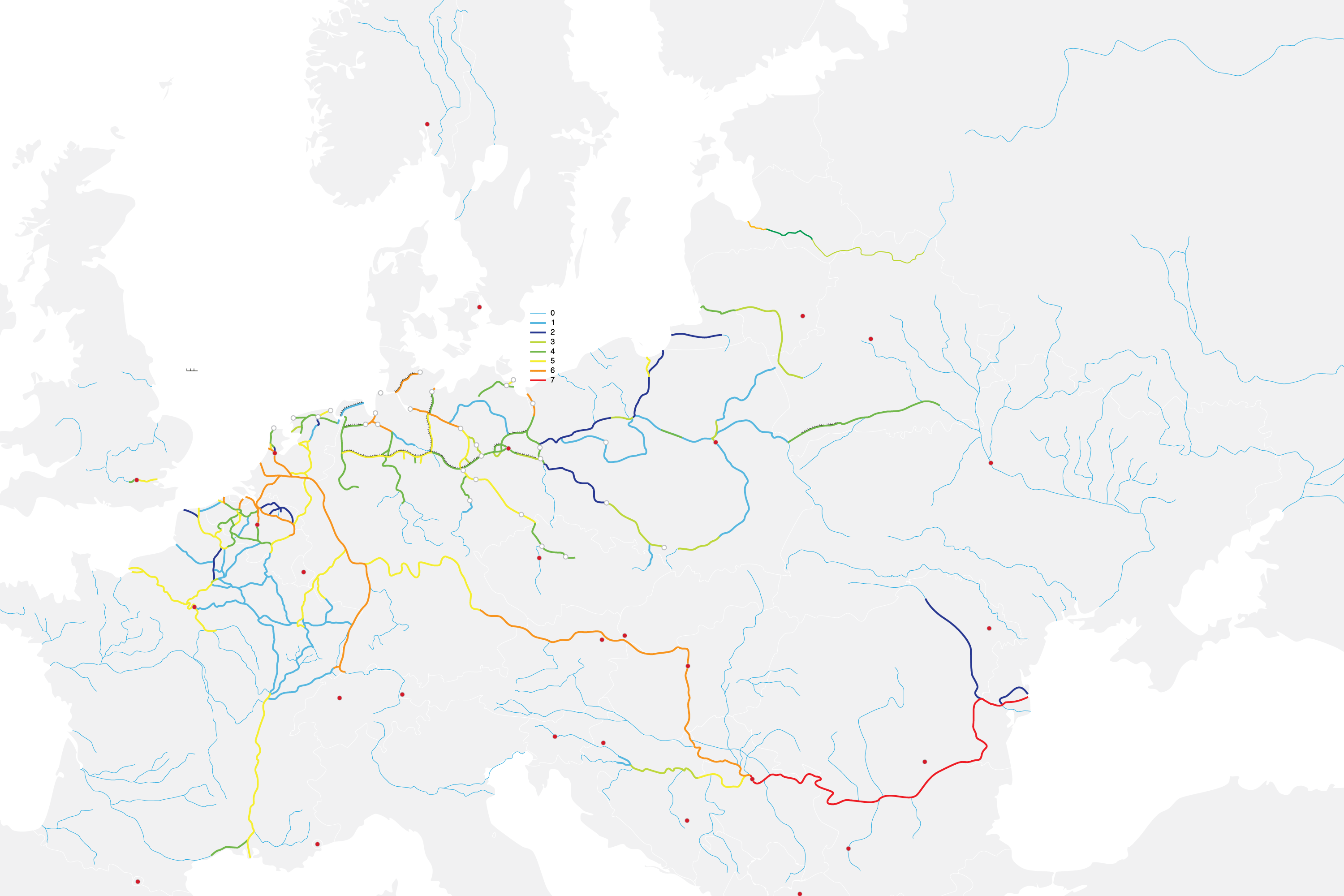
Karta över viktigare vattenvägar i Europa

Trots att både järnvägar och motorvägar har minskat betydelsen av Europas älvar, floder och kanaler som trafikleder, går än idag stora mängder gods med pråm och flodbåt på Europas kanaler, framförallt i Tyskland.
Idag sträcker sig Europas kanalsystem från Rotterdam vid Nordsjön i väster till svartahavskusten i öster och Medelhavet i söder.
Kanalernas stora betydelse för den tyska ekonomin återspeglas i att det även på senare år byggts nya kanaler och passager för kanaler.

## De stora floderna
- Dnepr
- Don
- Donau Från Schwarzwald till Rumäniens kust
- Elbe
- Main Viktigt biflöde till Rhen
- Rhen  Från Bodensjön till Nederländerna
- Rhône Från Schweiz till Medelhavet
- Volga

## Betydelsefulla kanaler
- Nord-Ost-See-Kanal Kielkanalen förbinder Östersjön med Nordsjön och flyter bland annat genom Kiel
- Europakanalen Rhein-Main-Donaukanalen färdigställdes 1992 och förbinder det västliga kanalsystemet kring Rhen med det östliga kring Donau
- Mittellandkanal
- Dortmund-Ems-kanalen förbinder Dortmund med Nordsjön
- Canal du Midi förbinder Atlanten med Medelhavet, grävdes redan på 1600-talet
- Elbe-Lübeck-Kanal
- Marne-Rhenkanalen
- Rhen-Rhônekanalen
- Elbe-Havelkanalen
- Oder-Havelkanalen
- Ghent-Terneuzen Canal
- Volga-Donkanalen
- Moskvakanalen